# Європейська еміграція
Європейська еміграція — це послідовні хвилі еміграції з європейського континенту на інші континенти. Походження різних європейських діаспор можна простежити в людей, які залишили європейські національні держави або етнічні спільноти без громадянства на європейському континенті.
З 1815 по 1932 рік 65 мільйони людей покинули Європу (багато з них повернулися додому), в першу чергу до «районів європейського поселення» в Північній і Південній Америці на додаток до Південної Африки, Австралії, Нової Зеландії та Сибіру. Ці популяції також швидко розмножувалися в новому середовищі існування; набагато більше, ніж населення Африки та Азії. Як наслідок, напередодні Першої світової війни 38% населення світу мало європейське походження. Більшість європейських емігрантів до Нового Світу прибули з Німеччини, Ірландії, Сполученого Королівства, Італії, Іспанії, Португалії, Франції, Нідерландів, Норвегії, Швеції, Польщі, Росії й України.
Більш сучасна європейська еміграція може також означати еміграцію з однієї європейської країни в іншу, особливо в контексті внутрішньої мобільности в Європейському Союзі (мобільність всередині ЄС) або мобільности всередині Євразійського Союзу.
З 1500 до середини XX століття Європу покинуло 60-65 мільйонів людей, з яких менше 9% виїхали в тропічні райони (Карибський басейн, Азія та Африка).

## Історія

### VIII — початок V століття до н.е.: греки

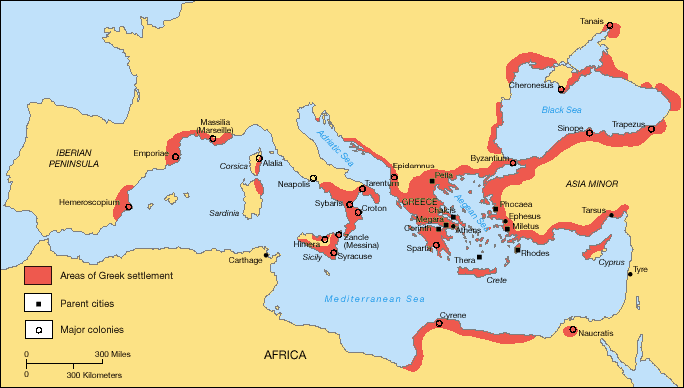
Карта грецьких територій і колоній в архаїчний період. (800–480 рр. до н.е.)

В архаїчній Греції торговельна та колонізаторська діяльність грецьких племен з Балкан і Малої Азії поширювала грецьку культуру, релігію та мову в басейнах Середземного та Чорного моря. У Південній Європі, Північній Лівії та на узбережжі Чорного моря були засновані грецькі міста-держави, а греки заснували в цих районах понад 400 колоній. Завоювання Олександром Македонським імперії Ахеменідів ознаменувало початок елліністичного періоду, який характеризувався новою хвилею грецької колонізації в Азії та Африці; грецькі правлячі класи встановили свою присутність в Єгипті, Південно-Західній Азії та Північно-Західній Індії. Багато греків мігрували до нових елліністичних міст, заснованих після Олександра, таких географічно розкиданих, як Узбекистан і Кувейт.

### Колоніальні поселенці
Європейський континент був центральною частиною складної міграційної системи, яка включала територію Північної Африки, Близького Сходу та Малої Азії задовго до Нової ери. Проте лише зростання населення пізнього середньовіччя дозволило збільшити переміщення населення всередині та за межами континенту. Європейське дослідження Америки стимулювало постійний потік добровільної міграції з Європи. Близько 200 000 іспанців оселилися в своїх американських колоніях до 1600 р., невелике поселення в порівнянні з 3-4 мільйонів індіанців, які жили на території Іспанії в Америці.
Приблизно півтора мільйона європейців оселилися в Новому Світі між 1500 і 1800 роками. Хоча абсолютна кількість європейських емігрантів у період раннього Нового часу була дуже невеликою в порівнянні з пізнішими хвилями міграції в XIX та XX століттях, відносний розмір цих міграцій раннього Нового часу був значним.
Протягом 1500-х років Іспанія та Португалія посилали постійний потік урядових і церковних чиновників, представників дрібної знаті, людей з робітничого класу та їхніх сімей, у середньому приблизно три тисячі людей на рік з населенням близько восьми мільйонів. Загалом близько 437 000 виїхали з Іспанії за 150-річний період з 1500 по 1650, головним чином до Мексики, Перу в Південній Америці та Карибських островів. Підраховано, що понад 1,86 мільйона іспанців емігрували до Латинської Америки в період між 1492 і 1824, один мільйон у XVIII столітті, а ще мільйони продовжують іммігрувати після здобуття незалежности.
Між 1500 і 1700 роками 100 000 португальців перетнули Атлантичний океан, щоб оселитися в Бразилії. Проте з відкриттям численних високопродуктивних золотих копалень у регіоні Мінас-Жерайс португальська еміграція до Бразилії збільшилася в п’ять разів. З 1500 року, коли португальці досягли Бразилії, до її незалежности в 1822 році, від 500 000 до 700 000 португальців оселилися в Бразилії, 600 000 з яких прибули лише у XVIII столітті. З 1700 по 1760 рік до Бразилії прибуло понад півмільйона португальських іммігрантів. У XVIII столітті, завдяки золотій лихоманці, столиця провінції Мінас-Жерайс, місто Віла-Ріка (сьогодні Ору-Прету) на деякий час стало одним з найбільш густонаселених міст Нового Світу. Цей масовий приплив португальської імміграції та впливу створив місто, яке залишається донині, одним із найкращих зразків європейської архітектури XVIII століття в Америці. Проте розвиток гірничодобувної економіки у XVIII столітті підвищив заробітну плату та можливості працевлаштування в португальській колонії, а еміграція збільшилася: лише у XVIII столітті близько 600 000 португальців оселилися в Бразилії.
Від половини до двох третин європейських іммігрантів до Тринадцяти колоній між 1630-ми роками та американською революцією потрапили під договори.  Практика була досить поширеною, щоб Habeas Corpus Act року частково запобігав ув'язненню за кордоном; він також передбачав для тих, хто має діючі контракти на транспортування, і тих, хто «молиться, щоб їх перевезли» замість того, щоб залишатися у в'язниці після засудження. У будь-якому випадку, хоча половина європейських іммігрантів до Тринадцяти колоній були слугами за контрактом, у будь-який момент їх кількість переважала робітників, які ніколи не були за договором або термін дії договору минув. Безкоштовна наймана праця була більш поширеною для європейців у колоніях. Обмежені особи мали чисельне значення здебільшого в регіоні від півночі Віргінії до Нью-Джерсі. Інші колонії бачили їх набагато менше. Загальна кількість європейських іммігрантів до всіх 13 колоній до 1775 р. становила близько 500 000-550 000; з них 55 000 були вимушеними в'язнями. За оцінками Томлінса, із приблизно 450 000 європейців, які прибули добровільно, 48% мали контракт. Близько 75% були у віці до 25 років. Вік повноліття чоловіків становив 24 роки; ті, кому понад 24, як правило, укладали контракти на 3 роки. Стосовно дітей, які приїхали, Гері Неш повідомляє, що «багато слуг насправді були племінниками, племінницями, двоюрідними сестрами та дітьми друзів англійців-еміграторів, які заплатили за проїзд в обмін на свою працю одного разу в Америці». Дані для імміграції Іспанської імперії 1650-1800 і Бразилії 1700-1800 не наведені в таблиці.
| Кількість європейських емігрантів 1500-1783       | Кількість європейських емігрантів 1500-1783 | Кількість європейських емігрантів 1500-1783 | Кількість європейських емігрантів 1500-1783 |
| Країна народження                                 | Кількість                                   | Період                                      |                                             |
| ------------------------------------------------- | ------------------------------------------- | ------------------------------------------- | ------------------------------------------- |
| Іспанія                                           | 437 000                                     | 1500-1650                                   |                                             |
| Португалія                                        | 100 000                                     | 1500-1700                                   |                                             |
| Португалія                                        | 500 000                                     | 1700-1760 рр                                |                                             |
| Королівство Великої Британії                      | 400 000                                     | 1607-1700 рр                                |                                             |
| Королівство Великої Британії (всього)             | 322 000                                     | 1700-1780 рр                                |                                             |
| Шотландія, Ірландія                               | 190 000-25 000                              | 1700-1780 рр                                |                                             |
| Франція                                           | 51 000                                      | 1608-1760 рр                                |                                             |
| Німеччина ( південно-західна, загальна кількість) | 100 000                                     | 1683-1783 рр                                |                                             |
| Швейцарія, Ельзас-Лотарингія                      | 100 000                                     | 1683-1783 рр                                |                                             |
| Підсумки                                          | 1 410 000                                   | 1500-1783 рр                                |                                             |
|                                                   |                                             |                                             |                                             |

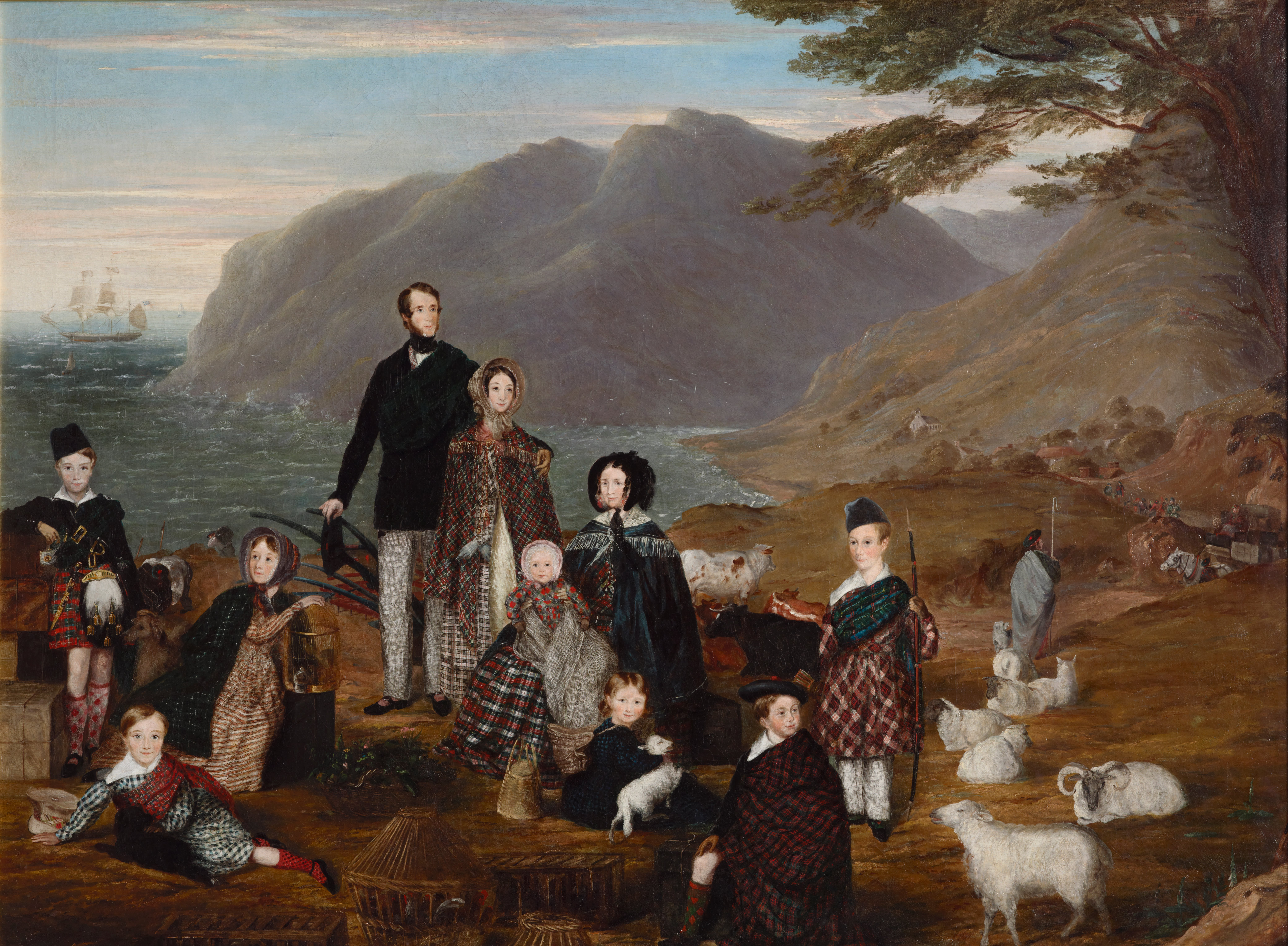
Сім'я Шотландського Хайленда мігрує до Нової Зеландії.

У Північній Америці в імміграції переважали британці, іспанці, французи та інші північні європейці. Еміграція до Нової Франції поклала початок сучасній Канаді з важливою ранньою імміграцією колоністів з Північної Франції.

### Еміграція в XIX—XX століття
Масова європейська еміграція до Америки, Південної Африки, Австралії та Нової Зеландії мала місце в ХІХ-ХХ століттях. Це було наслідком драматичного демографічного переходу в Європі XIX століття, наступних воєн і політичних змін на континенті. Від кінця наполеонівських воєн до 1920 р. близько 60 мільйони європейців емігрували. З них 71% прибуло до Північної Америки, 21% до Центральної та Південної Америки та 7% до Австралії. Близько 11 мільйони цих людей поїхали до Латинської Америки, з них 38% були італійцями, 28% були іспанцями і 11% були португальцями.

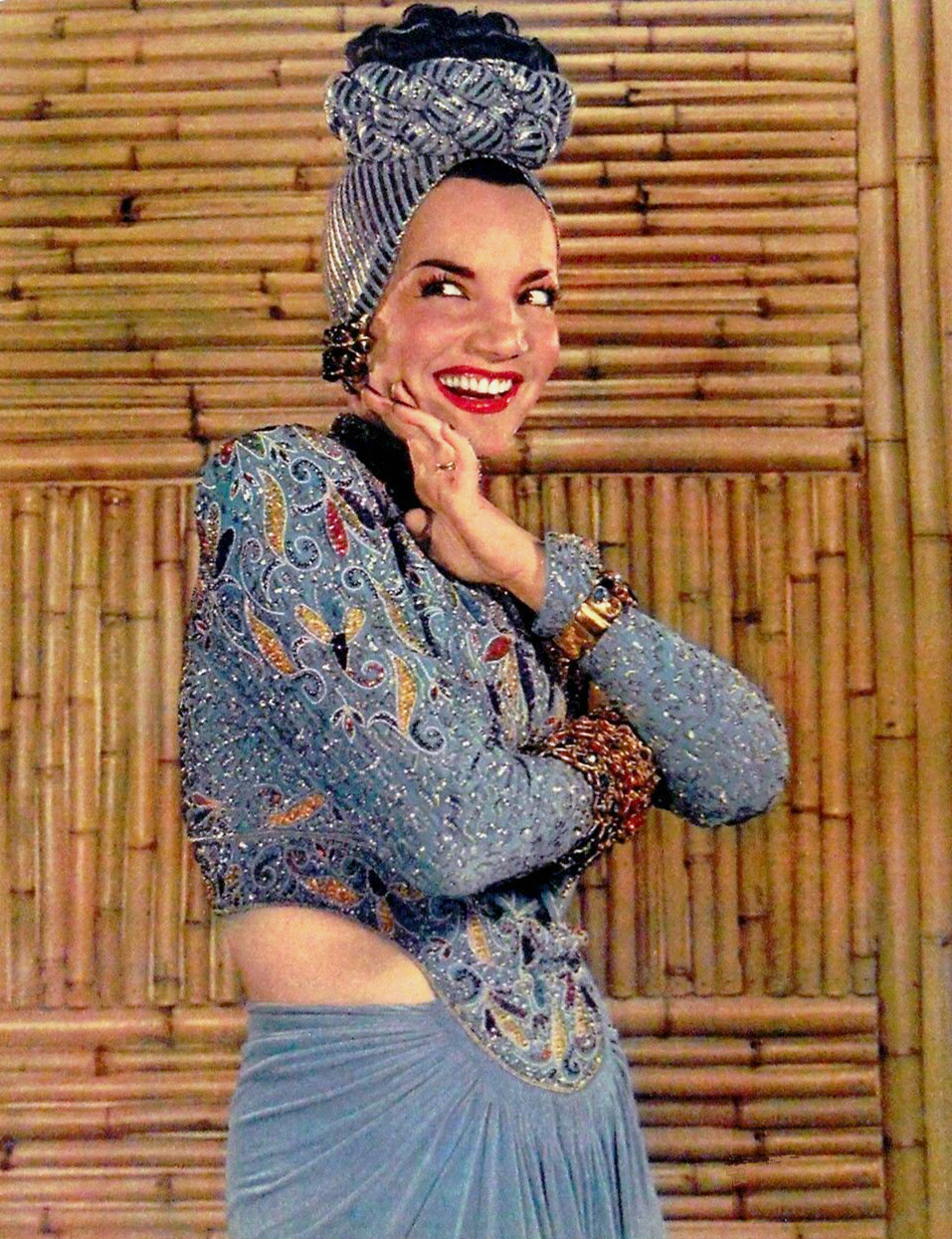
Співачка Кармен Міранда, яку прозвали «бразильською бомбою», народилася в Португалії та емігрувала до Бразилії в 1910 році, коли їй було десять місяців.

Між 1821 і 1890 роками 9,55 мільйони європейців оселилися в США, в основному німці, ірландці, англійці, скандинави, італійці, шотландці та поляки. З 1890 по 1914 рік прибуло ще 18 мільйонів, у тому числі 2,5 мільйона з Канади. Незважаючи на велику кількість іммігрантів, які прибувають, люди, народжені за межами Сполучених Штатів, становили відносно невелику кількість населення США: у 1910 році іноземці становили 14,7 відсотка населення країни або 13,5 мільйонів осіб. Величезна кількість іммігрантів до Аргентини, яка мала набагато меншу кількість населення, мала набагато більший вплив на етнічний склад країни. До 1914 року 30% населення Аргентини були іноземними громадянами, а 12% населення народилися в Італії, найбільшій групі іммігрантів. Далі була Канада: до 1881 року 14% населення Канади були вихідцями з інших країн, а в 1921 році ця частка зросла до 22%. 
У Бразилії частка іммігрантів у національному населенні була значно меншою, і іммігранти, як правило, зосереджувалися в центральній та південній частинах країни. Частка іноземців у Бразилії досягла свого піку в 1920 році і становила лише 7 відсотків або 2 мільйони людей, переважно італійців, португальців, німців та іспанців; однак приплив 4 мільйонів європейських іммігрантів між 1880 і 1920 роками значно змінив расовий склад країни. З 1901 по 1920 рік імміграція становила лише 7 відсотків зростання населення Бразилії, але в роки високої імміграції, з 1891 по 1900 рік, ця частка становила 30 відсотків (більше, ніж 26 відсотків в Аргентині в 1880-х).
Країни Америки, які прийняли велику хвилю європейських іммігрантів з 1820-х до початку 1930-х років, були: Сполучені Штати (32,5 млн), Аргентина (6,5 мільйонів), Канада (5 мільйони) Бразилія (4.5 млн), Венесуела (2,1 млн), Куба (1,3 млн млн.), Чилі (728 тис.),  Уругвай (713 тис.). Іншими країнами, які отримали більш скромний потік імміграції (на частку яких припадає менше 10 відсотків загальної європейської еміграції до Латинської Америки), були: Мексика (270 000), Колумбія (126 000), Пуерто-Рико (62 000), Перу (30 000) і Парагвай ( 21 000).

### Прибуття в ХІХ і ХХ століття
| Європейські емігранти 1800–1960       | Європейські емігранти 1800–1960 | Європейські емігранти 1800–1960 | Європейські емігранти 1800–1960 |
| Пункт призначення                     | Відсоток                        |                                 |                                 |
| ------------------------------------- | ------------------------------- | ------------------------------- | ------------------------------- |
| Сполучені Штати                       | 70,0%                           |                                 |                                 |
| Південна Америка                      | 12,0%                           |                                 |                                 |
| Російський Сибір                      | 9,0%                            |                                 |                                 |
| Канада, Австралія, Нова Зеландія, ПАР | 9,0%                            |                                 |                                 |
| Всього                                | 100,0%                          |                                 |                                 |
|                                       |                                 |                                 |                                 |

| Пункт призначення | Роки         | Прибуття   | Прим.  |
| ----------------- | ------------ | ---------- | ------ |
| Сполучені Штати   | 1821–1932 рр | 32 244 000 | [ 28 ] |
| Аргентина         | 1856–1932 рр | 6 405 000  | [ 28 ] |
| Канада            | 1831–1932 рр | 5 206 000  | [ 28 ] |
| Бразилія          | 1818–1932 рр | 4 431 000  | [ 28 ] |
| Австралія         | 1821–1932 рр | 2 913 000  | [ 28 ] |
| Куба              | 1901–1931 рр | 857 000    | [ 28 ] |
| Південна Африка   | 1881–1932 рр | 852 000    | [ 28 ] |
| Чилі              | 1882–1932 рр | 726 000    | [ 28 ] |
| Уругвай           | 1836–1932 рр | 713 000    | [ 28 ] |
| Нова Зеландія     | 1821–1932 рр | 594 000    | [ 28 ] |
| Мексика           | 1911–1931 рр | 226 000    | [ 28 ] |

## Спадщина

### Розповсюдження

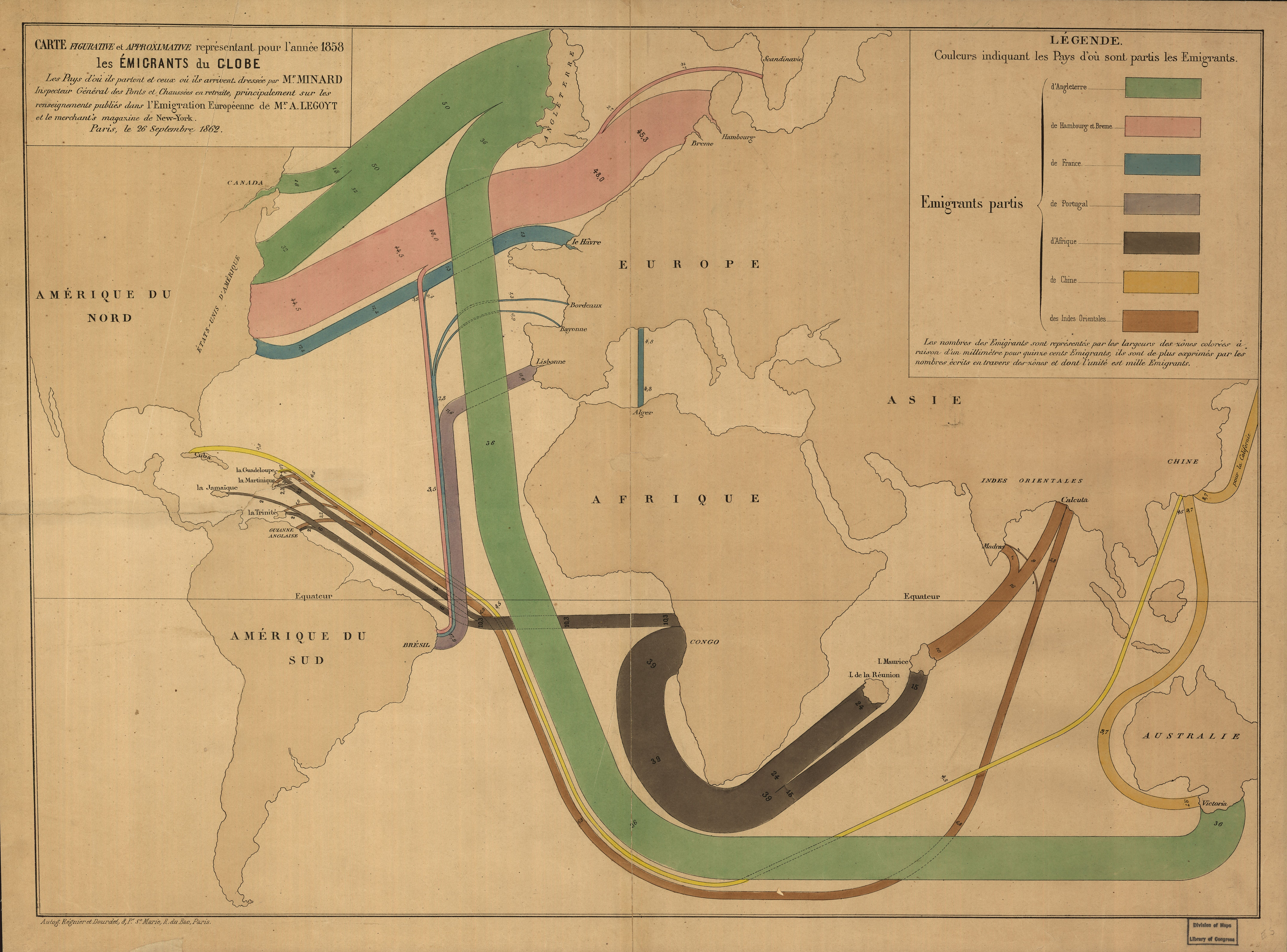
Карта глобальної еміграції за 1858 рік, CJ Minard, Париж, 1862.

Після Доби великих географічних відкриттів різні етнічні європейські спільноти почали емігрувати з Європи з особливою концентрацією в Австралії, Новій Зеландії, США, Канаді, Аргентині, Уругваї, Кубі, Коста-Риці, Бразилії, Чилі та Пуерто-Рико, куди вони прибули. становити більшість населення європейського походження. Важливо, однак, зазначити, що ця статистика спирається на ідентифікацію з європейською етнічною групою під час переписів, і як така є суб’єктивною (особливо у випадку змішаного походження). Нації та регіони за межами Європи зі значним населенням:

#### Північна Америка
Загальне населення Європи — приблизно 300 000 000 чоловік.

#### Канада
У першому переписі населення Канади в 1871 році 98,5% вибрали європейське походження, причому воно трохи зменшилося до 96,3%, заявлених у 1971 році. За переписом 2016 року 19 683 320 осіб визначилися з європейським етнічним походженням, причому найбільша з них – вихідці з Британських островів (11 211 850). Окремо це англійці (6 320 085), французи (4 680 820), шотландці (4 799 005), ірландці (4 627 000), німецькі (3 322 405), італійці (1 587 965).

#### Сполучені Штати
Під час першого перепису населення США в 1790 році 80,7% американського народу вважали себе білими, де він залишався вище цього рівня, навіть досягаючи 90% до прийняття Закону про імміграцію та громадянство 1965 року. Проте чисельно він зріс з 3,17 млн. (1790 р.) до 199,6 млн. рівно через двісті років (1990 р.). Сьогодні європейські американці є найбільшою етнічною групою в Сполучених Штатах.

#### Мексика

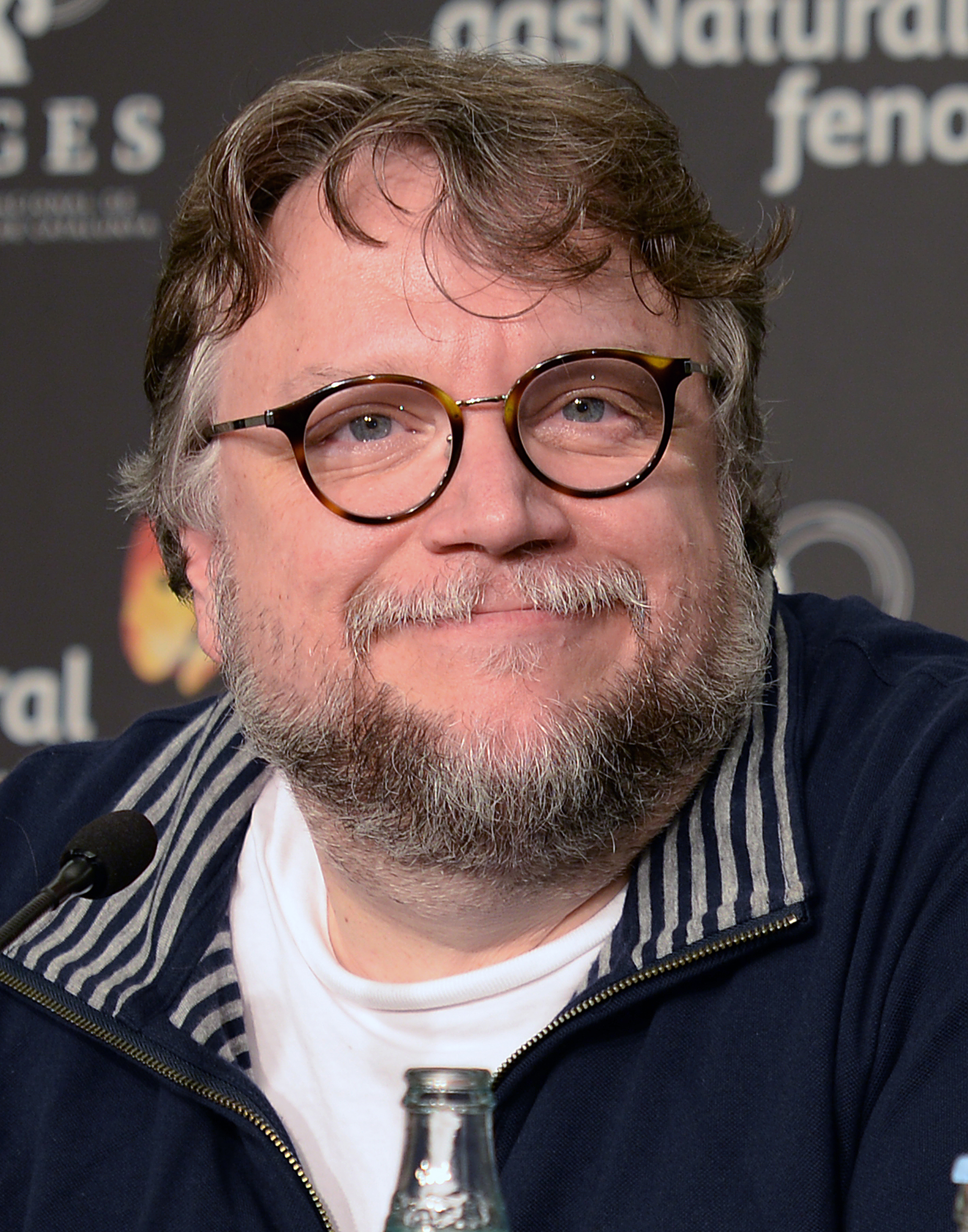
Гільєрмо дель Торо, мексиканський режисер, є мексиканцем з Європи.

За оцінками уряду в 2010 році європейське мексиканське населення становить 47% населення (56 мільйонів), що використовує фенотипові ознаки (колір шкіри) як критерії. Використання палітри кольорів шкіри як основного критерію для оцінки етнорасових груп, які населяють дану країну, бере свій початок у дослідженнях Прінстонського та Вандербільтського університетів, які виявили, що це є більш точним, ніж самоідентифікація, особливо в Латинській Америці, де різні дискурси, що існують щодо національної ідентичности, зробили попередні спроби оцінити етнічні групи недостовірними. Якщо критерієм є наявність світлого волосся, то він становить 18% - 23%.

#### Карибського басейну та Центральної Америки

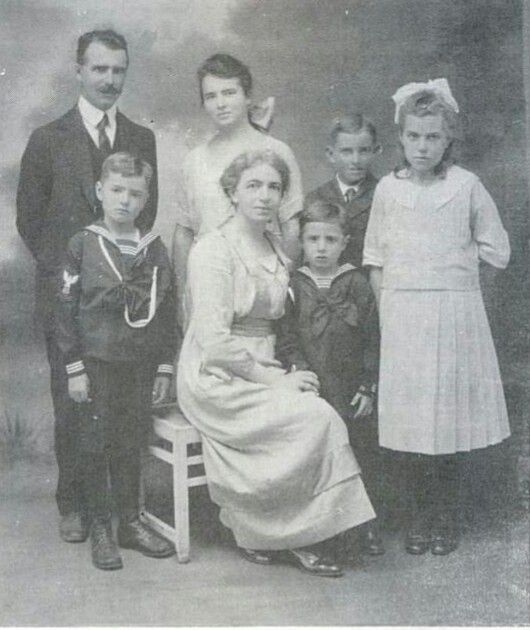
Німці в Коста-Риці

Кубинці європейського походження (насамперед іспанці) досягли найвищої пропорції на початку-середині ХХ століття. У 1943 році перепис показав, що 74,3% (3 553 312 осіб) ідентифікувалися як (бланк) білі.
У Коста-Риці 83,7% населення становлять білі та метиси, інші джерела оцінюють різні результати між білими та метисами, більшість мають іспанське та італійське походження, однак є також німецької, польської та французької громад. Протягом останньої половини 19-го та першої половини XX століття він прийняв понад 100 000 європейців, переважно з Іспанії та Італії, за оцінками, близько 50 000 іспанців та італійців, 10 000 німців та 40 000 європейців інших національностей, особливо з Франція Польща та Англія. Коста-Рика мала найбільший європейський міграційний вплив у Центральній Америці. Коли Коста-Рика стала незалежною, її населення становило лише 60 000 жителів.
У Сальвадорі 12,7% населення ідентифікують себе як «білі», 86,3% населення були метисами або людьми змішаного європейського та американського походження. Більшість із них — іспанські нащадки з Галіції та Астурії. У Сальвадорі поселення досягло піку між 1880 і 1920 роками, коли в країну в'їхало 120 000 європейських та арабських іммігрантів, європейцями були переважно італійці, іспанці та німці.
У Гватемалі 5% населення мають європейське походження, переважно іспанське та німецьке походження. Багато німецьких, італійських та іспанських сімей прибули до Гватемали, німці зі свого боку були найбільшою групою, імміграція мала масовий характер.

### Південна Америка
За оцінками, в Аргентині 85% населення або 38 416 407 мають європейське походження.
Жителі Фолклендських островів переважно європейського, особливо британського походження і можуть простежити свою спадщину 9 поколінь або 200 років. У 2016 році перепис показав, що 42,9 відсотка були народженими корінними громадянами і 27,4 відсотка народилися у Великій Британії (друге за величиною місце народження), що становить загалом понад 70 відсотків. Фолклендські острови були повністю неокуповані, і вперше на них претендувала Британія в 1765 році. Поселенці переважно з Великої Британії, особливо з Шотландії та Уельсу, прибули після 1830-х років. Загальна кількість населення тодішніх островів зросла з 287 осіб у 1851 році до 3200 за останнім переписом 2016 року. Походження жителів Фолклендських островів історично було присутнім гаучо.
За офіційним переписом населення Перу 2017 року 5,9% або (1,3 мільйона) 1 336 931 особа віком від 12 років вказали своїх предків як білих або європейців. Це був перший випадок, коли з перепису 1940 року було задано питання про расу чи предків. Чоловіків було 619 402 (5,5%), жінок – 747 528 (6,3%). Регіон з найвищою часткою перуанців з європейським або білим походженням був у регіонах Ла-Лібертад (10,5%), регіонах Тумбес і Ламбаєке (9,0%). Більшість із них є нащадками ранніх іспанських поселенців із значною кількістю італійців та німців.

### Австралії та Нової Зеландії
Використовуючи дані перепису населення 2016 року, було підраховано, що близько 58% населення Австралії становили англо-кельтські австралійці, 18% — представники іншого європейського походження, загалом 76% — європейські предки. Станом на 2016 рік більшість австралійців європейського походження мають англійці 36,1%, ірландці 11,0%, шотландці 9,3%, італійці 4,6%, німецькі 4,5%, греки 1,8% і голландці 1,6%. Значна частина — 33,5% — вирішила назвати себе «австралійцями», однак Бюро перепису заявило, що більшість із них мають старі англо-кельтські колоніальні групи.
Європейці історично (особливо англо-кельти) і нині все ще є найбільшою етнічною групою в Новій Зеландії. Їхня частка в загальному населенні Нової Зеландії поступово зменшувалася з перепису 1916 року, коли вони становили 95,1 відсотка. За офіційним переписом 2018 року понад 3 мільйони людей, або 71,76% населення були етнічними європейцями, причому 64,1% вибрали лише європейський варіант Нової Зеландії.

### Африка
Жителі Канарських островів — нащадки іспанців, які заселили Канарські острови. До канарського народу належать довготривалі та нові хвилі іспанських іммігрантів, у тому числі андалусійці, галісійці, кастильці, каталонці, баски та астурійці Іспанії; і португальці, італійці, голландці чи фламандці та французи. Станом на 2019 рік 72,1% або 1 553 078 були корінними канарськими островами, а ще 8,2% народилися в материковій частині Іспанії. Багато представників європейського походження, включно з тими, хто походить із островів Ісленьо (острів’яни), також переїхали на острови, наприклад, з Венесуели та Куби. Зараз 49 170 з Італії, 25 619 з Німеччини, Великої Британії (25 521) та інші з Румунії, Франції та Португалії.

### Азія
В Азії європейське населення (особливо росіяни) переважає в Північній Азії та деяких частинах Північного Казахстану.
Приблизно 5-7 млн. мусульманських мігрантів з Балкан (з Болгарії 1,15 млн. до 1,5 млн.; Греції 1,2 млн.; Румунії 400 тис.; колишньої Югославії 800 тис.), Росії (500 тис.), Кавказу (з інших залишилося 900 тис.). їдучи до Сирії, Йорданії та Кіпру) і Сирії (500 000 переважно в результаті громадянської війни в Сирії) прибули до Османської Анатолії та сучасної Туреччини з 1783 по 2016 рік, з яких 4 мільйони прибули до 1924 року, 1,3 мільйона прибули після 1934-1945 років і понад 1,2 мільйона до початку громадянської війни в Сирії. Сьогодні від третини до чверті майже 80-мільйонного населення Туреччини походять від цих мухачірів.

### Менші громади
Невеликі громади європейців, що живуть у країнах Перської затоки: Бахрейн, Кувейт, Катар та ОАЕ; і в комплексах Aramco в Саудівській Аравії. Історично до 1970 року маленькі етнічні європейці (особливо грецькі та італійські) анклави були знайдені в Єгипті (греки в Єгипті, італійські єгиптяни) та Сирії (греки в Сирії). Також Ізраїль має невелику неєврейську (часто євангельську) американську громаду в переважно етнорелігійній єврейській країні.

## Населення європейського походження
- Албанська діаспора
  - Косівська діаспора
- Австрійська діаспора
- Білоруська діаспора
- Бельгійська діаспора
  - Фламандська діаспора
  - Валлонська діаспора
- Боснійська діаспора
- Британська діаспора
  - Англійська діаспора
  - Шотландська діаспора
  - Валлійська діаспора
- Болгарська діаспора
- Хорватська діаспора
- Чеська діаспора
- Данська діаспора
- Нідерландська діаспора
- Естонська діаспора
- Фінська діаспора
- Французька діаспора
- Німецька діаспора
- Грецька діаспора
- Грузинська діаспора
- Угорська діаспора
- Ісландська діаспора
- Кіпрська діаспора
  - Діаспора кіпрських турків
  - Діаспора кіпрських греків
- Ірландська діаспора
- Італійська діаспора
- Латвійська діаспора
- Литовська діаспора
- Мальтійська діаспора
- Македонська діаспора
- Північно-Кавказька діаспора
  - Чеченська діаспора
  - Черкеська діаспора
- Норвезька діаспора
- Польська діаспора
  - Кашубська діаспора
- Португальська діаспора
- Румунська діаспора
  - Молдавська діаспора
- Російська діаспора
- Сербська діаспора
- Словацька діаспора
- Словенська діаспора
- Іспанська діаспора
- Шведська діаспора
- Швейцарська діаспора
- Українська діаспора
  - Кримськотатарська діаспора